# 天空实验室3号
天空实验室3号（Skylab 3，也缩写为和）是天空实验室计划 的第二次载人航天飞行。它于1973年7月28日由一枚土星1B號運載火箭发射，载三名宇航员，共飞行59天11小时9分钟。宇航员们在天空实验室3号上进行医学实验、太阳观察、地球资源探索和其它科学试验，共计1084.7小时宇航员应用小时。

## 机组人员
- 艾伦·宾，指挥员，第二次飞行
- 杰克·洛斯马，飞行员，第一次飞行
- 欧文·加里欧特，科学飞行员，第一次飞行

### 预备机组
- 文斯·布兰德，指挥员
- 唐·林德，飞行员
- 威廉·勒诺，科学飞行员

## 任务数据
- 质量：约20121千克
- 最高高度：440千米
- 飞行长度：3940万千米
- 发射设备：土星1B號運載火箭
- 近地点：423千米
- 远地点：441千米
- 倾角：50°
- 周转周期：93.2分钟

### 连接
从1973年7月28日19:37:00UTC至9月25日11:16:42UTC，共58天15小时39分钟42秒。

### 舱外活动
第一次舱外活动从1973年8月6日17:30UTC至7日00:01UTC，共6小时31分钟，加里欧特和洛斯马执行。
第二次舱外活动从1973年8月24日16:24UTC至20:55UTC，共4小时31分钟，加里欧特和洛斯马执行。
第三次舱外活动从1973年9月22日11:18UTC至13:59UTC，共2小时41分钟，加里欧特和宾执行。

## 主要事件

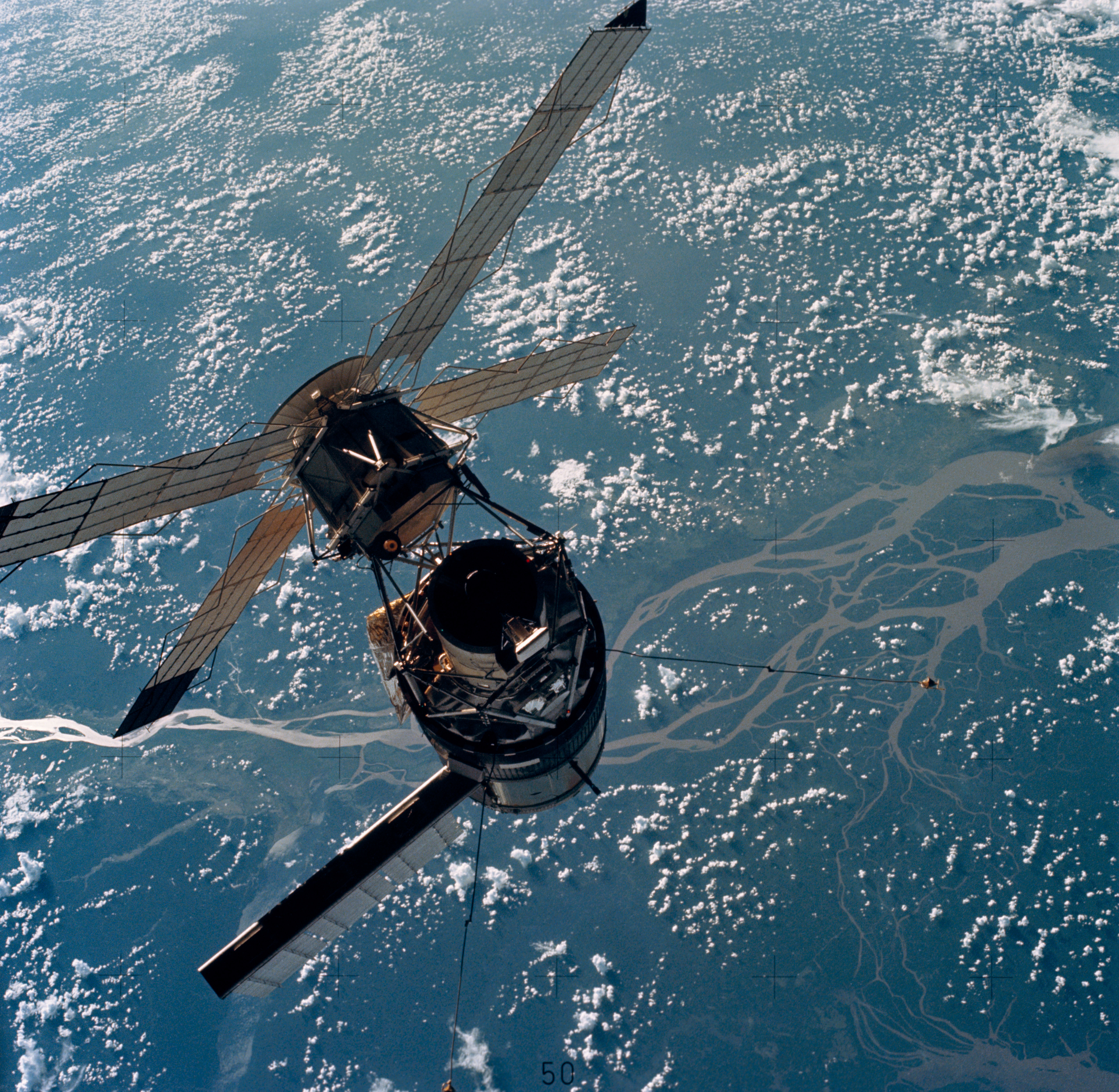
天空实验室3号

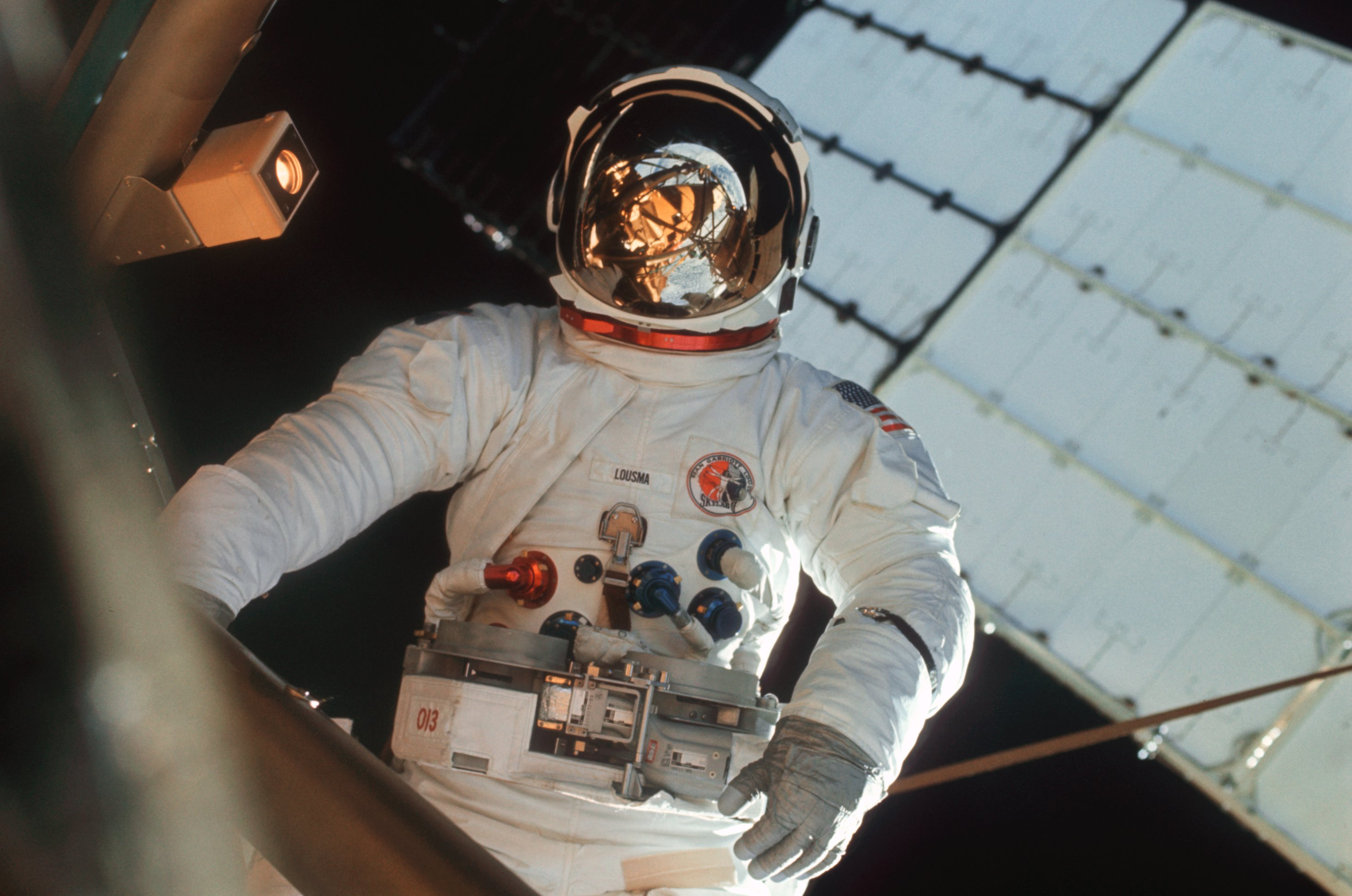
洛斯马的舱外活动

宇航员的阿波罗座舱接近实验室时座舱的反应控制系统发生故障，导致外泄。宇航员能够及时与天空实验室对接，但是寻找故障原因却需要了许多时间。一艘阿波罗飞船被送到39号发射复合体来准备营救行动。天空实验室为此特别拥有两个接口，可以让两个座舱同时对接。最后宇航员能够修复他们的座舱，因此营救行动没有进行。
在他们的第一次舱外活动时宇航员装置了一个太阳遮，来保持实验室内冷。
天空实验室3号继续了天空实验室2号的医学实验来研究人类生理对太空飞行的适应。另外天空实验室3号的宇航员在太空里待的时间比过去延长了约一至两个月。
在所有三个天空实验室载人任务中都包括一组核心医学研究。在天空实验室3号的核心研究中宇航员除了进行了在天空实验室2号的实验，而且还结合了2号的结果进行了下一步研究。
天空实验室3号的照片显示了明显的体液向头部流的现象。天空实验室3号因此增添了躯干和腰的测量。其它新的测试包括测试动脉血流、在起飞前和起飞间拍摄面部照片、静脉情况、血红蛋白、尿量的测量。这些测量收集了体液分布和平衡的数据，使得医学家能够更好地理解体液分布的现象。
天空实验室3号的生物学实验包括微重力对鼠、果蝇、单个细胞和细胞培养基的影响。实验中使用的人体细胞是肺细胞。动物实验包括对鼠的生物钟的研究和黑腹果蝇昼夜节律的研究。但是由于起飞30分钟后的一次停电事故使得所有动物死亡，因此实验不成功。
美国的许多高校学生参加勒比海天空实验室的研究，他们是天文学、物理学和基础生物学实验的主要研究员。在天空实验室3号上进行的学生实验包括振动云、木星X射线、试管免疫学、蛛网形成、细胞液流、质量测量和中子分析。
天空实验室收集机组的牙齿健康以及实验室的环境、微生物、辐射和毒剂数据来估测机组的健康状态。其它被估测的数据包括设备、居住性、机组活动等来获得对太空生活和工作的更好理解。

## 徽章
在圆形的徽章的正中是列奥纳多·达·芬奇的《维特鲁威人》，不过生殖器被取消掉了。背景是半个太阳（包括黑子）和半个地球来代表飞行中做的实验。其它部分是白色的，上面写有宇航员的名字，以及的字体。园的边是红色、白色和蓝色的。机组的妻子有一个使用“万能女人”组成的稍微不同的图案。她们的名字取代了机组的名字。指挥舱的更衣室里放有带这个图案的徽章来惊喜他们。

## 飞船

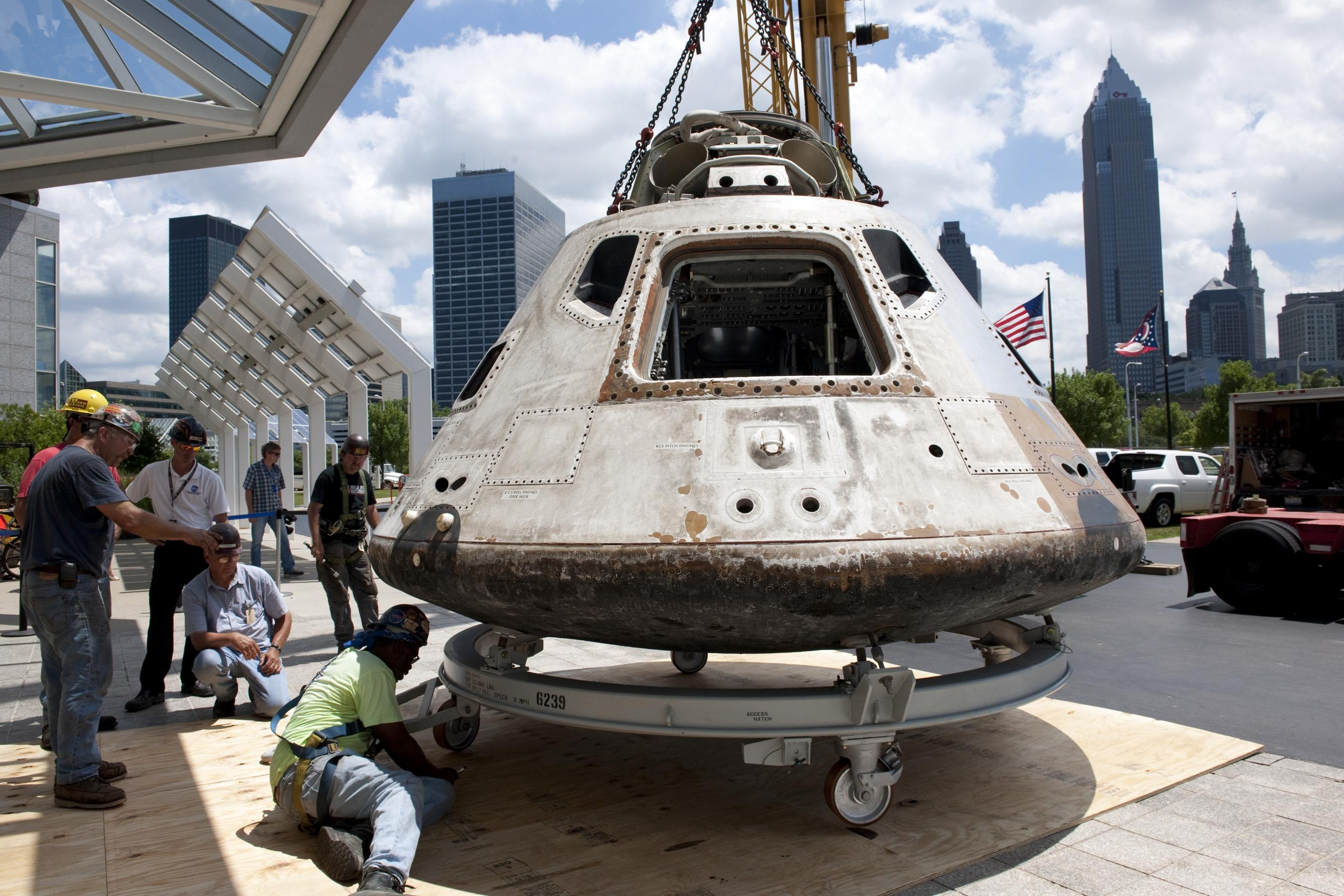
阿波罗指挥舱被移动到格伦研究中心

天空实验室3号使用的阿波罗指挥舱目前位于克利夫兰格伦研究中心的访问者中心展出。